# Lilly Téllez
María Lilly del Carmen Téllez García (Hermosillo, Sonora; 14 de noviembre de 1967), conocida como Lilly Téllez, es una periodista, conductora y política mexicana, miembro del Partido Acción Nacional. Desde el 1 de septiembre de 2018 se desempeña como senadora de la República. 
Ha desarrollado la mayor parte de su carrera en TV Azteca, una de las cadenas televisivas más grandes de su país, donde ha estado al frente del noticiario Hechos 7 y Mitos y Hechos, programa de investigación periodística. Su trabajo le ha hecho acreedora a diversos reconocimientos, entre los que destaca el Premio Antena a la trayectoria que otorga la Cámara de la Industria de la Radio y la Televisión.

## Biografía
Lilly Téllez nació el 14 de noviembre de 1967 en Hermosillo, Sonora.
En 1984 se incorporó a Canal 6 (Sonora), hoy conocido como Telemax, donde se desempeñó como reportera, productora y conductora. Pronto descubrió que la realización de documentales era una de sus actividades favoritas, por lo que realizó investigaciones sobre los problemas que a quejaban a su estado. Esto la llevó a obtener el Premio Estatal de Periodismo (1992) por una investigación sobre el uso de pesticidas y plaguicidas en el sur de Sonora, específicamente en los Valles del Yaqui y del Mayo.

## Trayectoria profesional

### TV Azteca (1994-2009)
Se incorporó a TV Azteca en 1994, empresa donde a lo largo de más de 15 años ha encabezado los noticiarios A primera hora, Hechos Meridiano y Hechos 7. También ha estado al frente de un gran número de programas especiales, entre los que podemos mencionar varias giras presidenciales (Carlos Salinas, Ernesto Zedillo y Vicente Fox), la última visita del papa Juan Pablo II a Canadá, la ceremonia del grito de independencia y la transmisión en vivo desde París de la llegada del año 2000.
Ha realizado varias investigaciones sobre acontecimientos polémicos de nuestra historia reciente, entre los que destacan:
- El palacio de los Arellano Félix.
- El Caso Colosio: Mitos y Hechos.
- El Caso Ruiz Massieu: Mitos y Hechos.
- Abuso de poder: El Caso Samuel del Villar («El Sammy Botellas»).
- Robo de Vehículos: La nueva mafia mexicana.
- Terrorismo en México: El secuestro.
- El crimen de Flora Ileana Abraham: Mitos y hechos.
- FOBAPROA: A diez años.
- BANAMEX : Roberto Hernández y su pandilla.
- Caso Paulette.
- Jefe Diego

### El atentado (2000)
El 22 de junio de 2000, tras haber concluido la emisión de Hechos 7, y poco tiempo después de presentar su programa en contra de Samuel del Villar, Téllez abordó un Volkswagen Jetta azul y salió de las instalaciones de TV Azteca para dirigirse a su domicilio. A menos de un kilómetro de las instalaciones de la empresa, dos hombres aprovecharon que su vehículo debía disminuir la velocidad para dispararle con armas calibre 38 y 40. La rápida reacción de sus escoltas, que resultaron heridos en el tiroteo, impidió que los gatilleros cumplieran su cometido, que según la Procuraduría General de la República era asesinar a Téllez. También fue importante la reacción de su chofer, quien pese a encontrarse herido llevó a la conductora a las instalaciones de la televisora.
Al final, su auto recibió 8 impactos de bala y el de los escoltas 14.
Una de las balas que pegaron en el Jetta golpeó en la barra de seguridad y desvió su trayectoria. De no haber sido así, la periodista habría recibido el impacto cerca del hígado.

### «Mitos y Hechos» (2011)
En 2011, Téllez se reincorporó a la televisión con «Mitos y Hechos», un programa de investigación periodística en el que muestra lo que hay detrás de acontecimientos y personajes actuales. El primer programa de la serie en su nueva etapa se llamó «Los nuevos dueños de Holbox», y muestra el despojo que un grupo de empresarios ha cometido en contra de los ejidatarios de esta isla ubicada en el estado de Quintana Roo.

## Trayectoria política

### Senadora por Sonora (2018-2024)
En las elecciones federales de 2018 fue postulada por la coalición Juntos Haremos Historia como integrante de la fórmula de la Cámara de Senadores por Sonora junto a Alfonso Durazo Montaño, ganando con el 47.03 % de los votos. Asumió el cargo en la LXIV Legislatura del Congreso de la Unión el 1 de septiembre de 2018.
El 14 de abril de 2020 abandonó la bancada de Morena «por diferencias de criterio». En un mensaje en Twitter hizo pública su renuncia, al tiempo que agradeció Durazo Montaño —que en ese entonces se desempeñaba como secretario de Seguridad y Protección Ciudadana—, al líder de Morena en el Senado, Ricardo Monreal Ávila, y «en especial» a Andrés Manuel López Obrador por el respeto que tuvo hacia su persona.
Téllez ha manifestado que no es de izquierda y tiene posiciones encontradas con el grupo parlamentario de Morena en temas como aborto y matrimonio entre personas del mismo sexo. Téllez ha votado contra diversas propuestas de Morena, como la ley para protección del maíz nativo, las reformas del Fondo de Cultura Económica y el pronunciamiento sobre el asilo político a Evo Morales.
El 3 de junio de ese año se incorporó a la bancada del Partido Acción Nacional (PAN). Mauricio Kuri, coordinador del PAN en el Senado, anunció la adhesión de Téllez a la bancada del blanquiazul, luego de que ésta renunciara el pasado 14 de abril a la fracción de Morena:

Con la incorporación de la senadora Lilly Téllez se consolida el grupo parlamentario de Acción Nacional como la oposición más fuerte dentro del Senado.

En la primera semana de septiembre de 2021, Téllez firmó en México la Carta de Madrid durante una reunión con el presidente del partido español Vox, Santiago Abascal. Aunque después se dijo arrepentida, Téllez fue fuertemente criticada —entre otros personajes— por el presidente de Morena, Mario Delgado, la jefa de Gobierno de la Ciudad de México, Claudia Sheinbaum, e incluso por el expresidente panista Felipe Calderón, quienes criticaron dicha alianza formal con la ultraderecha española.

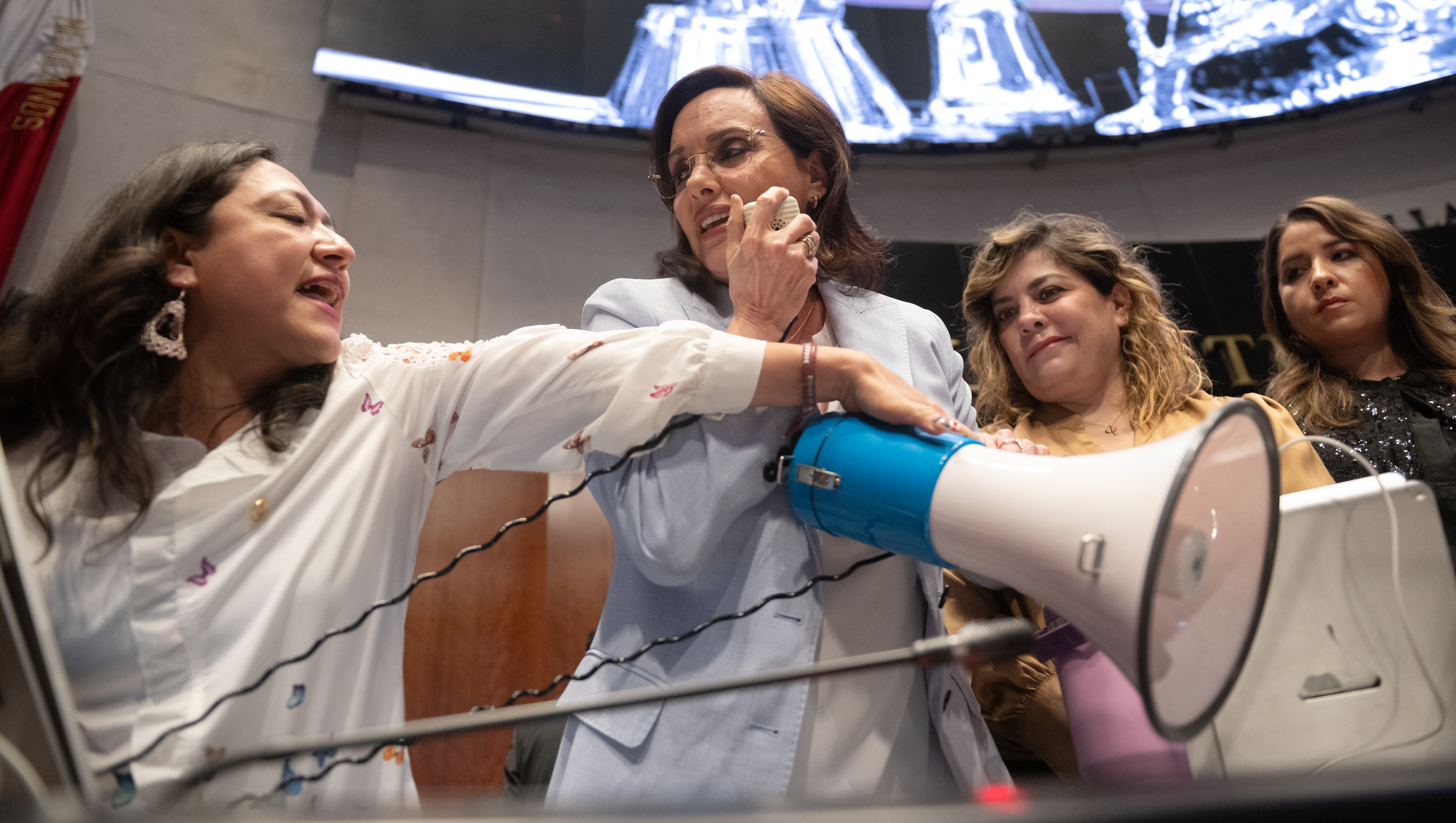
Durante la toma de protesta de nuevos cónsules y embajadores, la senadora Lilly Téllez protagonizó una protesta con un megáfono. Otras legisladoras se le opusieron.

Llegó a expresar su intención de ser candidata de su partido a la presidencia de la República en 2024.

### Senadora por Lista Nacional (2024-2030)
En las elecciones federales de 2024, Téllez fue postulada por la coalición Fuerza y Corazón por México para un segundo mandato como senadora por Sonora, en segunda fórmula junto a Manlio Fabio Beltrones. La fórmula obtuvo el 26.11 % de los votos en los comicios generales, casi dieciocho puntos por debajo de los candidatos al Senado del Movimiento Regeneración Nacional que lograron el 43.88 %; obteniendo los dos escaños por el principio de la mayoría relativa. Solo Beltrones accedió al escaño por la primera minoría. 
Sin embargo, al formar parte de la lista de senadores plurinominales del PAN en la cuarta posición, Téllez fue reelegida para un segundo mandato como senadora de la República.

## Controversias
Desde el anuncio de su separación de la bancada de Morena en el Senado, partido por el que fue elegida, ha sido objeto de críticas y controversias. Su suplente en la senaduría, Reina Castro Longoria, calificó esta decisión como «inmoral» y una «traición», a la vez que denunció que con ello abandonaba la agenda de justicia social y ambiental para el estado de Sonora, por la que había resultado elegida.
En junio de 2021, la senadora panista publicó en Twitter una declaración en donde afirmaba preferir la «guerra contra el narco» de Felipe Calderón que una supuesta «guerra contra las farmacéuticas» del gobierno de Morena, lo que fue respondido por el periodista Julio Hernández López en la misma red social, con la afirmación: «Es probable que este sea el peor tuit que haya publicado @LillyTellez. Quedará políticamente marcada por ´preferir´ la narcoguerra desatada por el narcogobierno de @FelipeCalderon y Genaro García Luna», lo que generaría un intercambio dentro la red social: la senadora replicó acusando al periodista de ser «proclive a la manipulación y la mentira», lo que de inmediato fue contestado por el periodista, señalando que la senadora había montado lo ocurrido afuera de TV Azteca y que en realidad se trató de un autoatentado, que se había prestado a «farsas del periodismo», como la cuestionada entrevista que Téllez realizara al expresidente Enrique Peña Nieto, y finalmente haber traicionado a Morena, con el señalamiento del periodista de que la senadora ahora defendía lo que antes había denostado.
A propósito de una iniciativa de reforma constitucional promovida por el senador José Narro Céspedes para incorporar la figura de la propiedad social al ámbito agrario, la senadora volvió a ser objeto de polémica al alegar respecto a esto que: «Este gobierno neocomunista va por la expropiación».
El 28 de septiembre de 2021, Día de Acción Global por un aborto legal y seguro, la senadora fue centro de críticas al compartir en Twitter una serie de mensajes en contra del aborto, en uno de ellos con la publicación de la imagen de un legrado acompañada con la frase: «El trapo verde es muerte». Usuarios de las red social hicieron ver el error reproducido por la senadora al tratarse la imagen de un feto en etapa avanzada ser desmembrado para salir del útero, lo cual constituía información falsa dado que se trataba de un procedimiento médico no relacionado con la interrupción voluntaria y porque en el país, la interrupción legal del embarazo es permisible solo hasta las 12 semanas de gestación, motivo por el cual la publicación fue denunciada y posteriormente retirada.
Otra de las críticas en torno suyo ocurrió al vérsele abordando un Porsche negro último modelo, acompañada de escoltas de seguridad privada y sin uso de cubrebocas (en el contexto de la pandemia de COVID-19) a las afueras del Senado, ante lo cual respondió que el automóvil era propiedad de su expareja.
En abril de 2021 fue ampliamente criticada en redes sociales al denostar a la también senadora Citlalli Hernández por su aspecto físico, compartiendo una imagen y un mensaje dirigido a Ricardo Salinas Pliego: «Ambas somos senadoras y cenadoras... con diferentes hábitos y resultados». Tal aseveración fue calificada de discriminatoria y promotora de violencia contra las mujeres.
En medio de la pandemia de covid-19 y después de que el gobierno federal anunciara la adquisición de la vacuna Sputnik V del Centro Gamaleya, Téllez descalificó tal vacuna como de «mala calidad» y «barata», a la vez que atacó a Rusia como un país «antidemocrático» y «corrupto», entre otras expresiones peyorativas, lo cual fue respondido por la Embajada de Rusia en México, haciendo una explicación de la amplia experiencia científica rusa y contrastando otras noticias falsas relacionadas difundidas por la panista.
En diciembre de 2021, luego de que la presidente del Senado, la exministra Olga Sánchez Cordero, declinara imponer una controversia constitucional contra un decreto del ejecutivo en el rubro de la seguridad nacional, como lo exigía el PAN, Téllez se lanzó contra la presidenta de la Cámara Alta, tildándola de «sin vergüenza» y «servil», entre otras descalificaciones, lo cual fue respondido por la exministra Sánchez Cordero a través de su red social de Twitter en los siguientes términos: «Hay políticas y políticos tan carentes de argumentos jurídicos y tan ansiosos de reflectores, que lo único que les queda es la grosería y la descalificación sin sustento. Mi respeto para quienes, aunque no concuerdan, difieren con argumentos y sin buscar likes fáciles. Al tiempo».
En mayo de 2021 Téllez exigió al presidente López Obrador expulsar al analista político de origen español Abraham Mendieta por «inmiscuirse en los asuntos políticos del país», hecho que fue respondido por el afectado, a través de cuenta de Twitter: «La señora Lilly Téllez pide que me expulsen del país por ser extranjero y tener opinión y palabra política: opinión que ella no tiene, porque ganó con un partido de izquierda y se pasó a la derecha, y palabra que ella no tiene, porque aún debe la ambulancia que prometió a Ures». Por otra parte, a través de la misma red social, la International Human Rights Foundation emitió un pronunciamiento de rechazo a los señalamientos de Téllez: «Rechazamos los ataques xenófobos contra el periodista @abrahamendieta, cuya actividad es perfectamente respetuosa con la Constitución Política de los Estados Unidos Mexicanos. Abraham Mendieta, como cualquier otra persona, goza de las libertades de opinión y expresión».
En el marco de las elecciones estatales en Sonora, y luego de ser barajada como posible candidata al gobierno, Téllez se descartó, afirmando que: »no se había preparado para gobernar», cuestión que suscitó discusión entre algunos usuarios de las redes, quienes le replicaron que tampoco se había preparado para ser legisladora.
A finales de 2021, Téllez decidió por fin cumplir una socorrida promesa de campaña, debido a la presión de las redes sociales, y donar finalmente la ambulancia que había prometido al municipio de Ures, Sonora. No obstante, la ambulancia en cuestión era usada y fue catalogada como «vieja» en Twitter, por ejemplo, por el periodista Luis Guillermo Hernández, también se aludió a que el bien mueble no contaba con legalización al poseer palcas del estado de California. Por tal circunstancia, en dicha red social se volvió tendencia el apelativo «Lady Chatarra» en referencia a Téllez.
Luego de que el youtuber Vicente Serrano fuera agredido físicamente en un restaurante por un sujeto, Téllez se pronunció por la continuidad de la violencia: «Ten mucho cuidado cuando salgas», fue una de las frases que soltó sobre lo sucedido, además de felicitar públicamente al agresor por lo ocurrido.
Téllez fue objeto de señalamientos con motivo de su «trabajo» legislativo al exponerse que, en lo que va de la legislatura, ha registrado 26 faltas y 64 presuntas asistencias que quedaron registradas en las cuales no se registró ningún voto suyo, lo que indica que «pasó lista» y después se retiró, siendo por ello una de las senadoras que más faltas ha tenido en la legislatura.
Durante una sesión de la comisión permanente en mayo de 2022, Téllez vituperó al diputado Gerardo Fernández Noroña, llamándole «changoleón» –una persona en situación de calle- lo cual fue respondido por el legislador con los señalamientos de racismo y clasismo por parte de Téllez, asimismo, le recriminó su actitud «miserable» por utilizar la figura de un indigente para tratar de denostar. Finalmente, Fernández Noroña concluyó su réplica con un fragmento un poco alterado de una canción de Joaquín Sabina: «Entre la cirrosis y la sobredosis andas siempre muñeca, tu sucia camisa y en lugar de sonrisa una especie de mueca ¿Cómo no imaginarte?, ¿cómo ni recordarte hace apenas dos años? Cuando eras la princesa de la boca de fresa, cuando tenías aun esa forma de hacerme daño… Ahora es demasiado tarde princesa, búscate otros paniaguados que te ladren, princesa…».
En la ceremonia de entrega de la medalla Belisario Domínguez, en la antigua sede del Senado de la República, a la activista y escritora Elena Poniatowska, Téllez sostendría un tenso intercambio con el funcionario federal Jesús Ramírez Cuevas. En plena sesión solemne, la senadora acudió hasta el lugar en donde Ramírez se encontraba sentado, para luego aproximar su teléfono móvil a su cara, mientras lo grababa e increpaba con un interrogatorio, interrumpiéndole en el acto sus intentos de respuesta. Posteriormente ella lo acusaría de intentar tocarla y el funcionario la exhortaría a parar el acoso. Esta situación provocó que senadoras de Morena mediaran y le solicitaran a Téllez respeto a la ceremonia, lo que fue respondido por ésta con la queja de que venían a defenderlo.
Otro de los señalamientos que ha tenido en redes sociales es el de no poseer título ni estudios universitarios acreditados, cuestión que contradice la información que ella misma ha proporcionado al sitio oficial del sistema de información legislativa, en donde sostiene que su último grado de estudios es en comunicación. No obstante, una consulta en el portal del Registro Nacional de Profesionistas no arroja resultados de un título o una cédula profesional que confirmen el grado académico que afirma tener Téllez, por lo que, en tal caso, la senadora podría estar violando el inciso II del artículo 250 del código penal federal mexicano e incurriendo en el delito de usurpación de profesiones.

## Reconocimientos
Entre los premios y reconocimientos que la periodista ha obtenido por su trabajo destacan el Premio Nacional de Locución que otorga la Asociación Nacional de Locutores de México (2005) y el Premio Antena a la trayectoria que otorga la Cámara de la Industria de la Radio y la Televisión (2007).